# Adolf Pohlman
Adolf Pohlman-Hohenaspe (* 25. Januar 1854 in Hohenaspe; † 7. Februar 1920) war ein deutscher Kaufmann, Ökonom und Politiker.

## Leben
Pohlmann war der Sohn von William Henry Pohlmann und seiner Frau Julie Johanna Dorothea. Er hatte noch zwei Geschwister, mit denen er auf dem väterlichen Gut Williamsruh in Hohenaspe aufwuchs. In den 1860er Jahren zog die Familie zunächst nach Northeim im Harz, später nach Eisenach. Hier besuchte Pohlman das Realgymnasium, leistete seinen Militärdienst ab und begann eine Kaufmannslehre. Zur weiteren Ausbildung ging er nach Hamburg zum dortigen Senator Adolph Tesdorpf, einem Cousin seiner Mutter. 1876 ging Pohlman nach London, um internationale Berufserfahrungen zu sammeln. 1878 reiste er im Auftrag seines Arbeitgebers nach Brasilien, 1881 machte er sich mit einem Zuckerexportgeschäft in Pernambuco selbstständig. 1893 kehrte er als Rentier nach Hohenaspe zurück. Im selben Jahr heiratete er Emily Busch. Aus der Ehe gingen fünf Kinder hervor.
1897 trat Pohlman dem „Deutschen Bund für Bodenbesitzreform“ bei, aus dem 1898 der „Deutsche Bund für Bodenreform“ hervorging. Im Jahr 1900 wurde Pohlman stellvertretender Vorsitzender des Bundes. In den folgenden Jahren verfasste er zahlreiche bodenreformerische Schriften.
Seit 1898 gehörte Pohlman daneben dem Vorstand des Nationalsozialen Vereins an, einer von Friedrich Naumann gegründeten Partei. 1898 und 1903 kandidierte Pohlmann für diese Partei erfolglos für den Reichstag.
1899 reiste Pohlman mehrere Jahre durch Großbritannien und Frankreich. 1905 verpachtete die Familie das Gut und zog zunächst nach Potsdam, ab 1907 dann nach Hiddesen bei Detmold. Hier lehrte Pohlman nach 1918 an der Fürst-Leopold-Akademie für Verwaltungswissenschaften, zunächst nebenamtlich, später als Professor. 1920 verstarb Pohlmann an einer schweren Grippeerkrankung. Er wurde auf dem Alten Friedhof in Detmold beigesetzt. Vor dem ehemaligen Pohlman'schen Anwesen in Hohenaspe wurde ein Gedenkstein aufgestellt.

## Schriften (Auswahl)
- Die Not der deutschen Landwirtschaft und die Bodenreform. Harrwitz, Berlin [1899] (Soziale Streitfragen; 4).
- Die Ablösbarkeit ländlicher Schulden und Lasten. Nordischer Kurier, Itzehoe o. J.
- Die vergessene Grundrente: ein Beitrag zur Kanalfrage. Harrwitz, Berlin [1900] (Soziale Streitfragen; 9).
- Bergbaufreiheit und Staatsinteresse, Berlin [ca. 1907] (Soziale Zeitfragen: Beiträge zu den Kämpfen der Gegenwart; 32).
- Laienbrevier der National-Ökonomie. Voigtländer, Leipzig 1908. (Digitalisat: http://nbn-resolving.de/urn:nbn:de:zbw-retromon-94745)
- Der erste Schritt zu gesunden Finanzen: ein Beitrag zur Reichsfinanzreform. Dietrich, Gautzsch b. Leipzig: Dietrich 1909 (Kultur und Fortschritt; 233/234).
- Der Staat und die Syndikate: ein Beitrag zur Bergwerksfrage. Voigtländer, Leipzig 1912.
- Die Grundbegriffe der Volkswirtschaft. Voigtländer, Leipzig 1916 (3. Aufl. des Laienbreviers der Nationalökonomie).
- Werde- und Wanderjahre in Süd-Amerika: Erinnerungen eines deutschen Kaufmannes. Meyer, Detmold 1916 (Digitalisat: http://nbn-resolving.de/urn:nbn:de:zbw-retromon-38600)
- Jenseits des Kanals: kulturkundliche Bilder aus England. Kuner, Leipzig 1929.